# Mutagena supstanca
Mutagena supstanca je bilo koja toksična supstanca ili agens koji indukuje mutageni efekat (zasnovan na replikaciji ili rekombinaciji DNK). Pored mutagenog ona može da ima: teratogeni efekat (oštećenje ploda ili fetusa) i kancerogeni efekat (razvoj malignih bolesti, i zato se većina mutagenih supstanci svrstava u teratogene i kancerogene ili karcinogene toksične supstance.

## Definicije
Supstanca
Supstanca ili supstancija se sastoji od atoma koji se sastoje od neutrona, protona i elektrona. Nauka danas poznaje oko čak 17 miliona različitih supstanci dok se svega 100.000 praktično i koristi. Postoje supstance koje se nalaze u prirodi u izvornom stanju dok postoje i supstance koje se iz određene koristi proizvode u laboratorijama, veštačkim putem. 
Mutagen
Bilo koja supstanca ili zračenje koje može da izazove promene na genetskom materijalu živih ćelija oznaćava se kao mutagen Mnogi mutageni su u isto vreme i karcinogeni (npr benzen, akrilonitril, PCB, PAH, UV-A, X-zrac)
Teratogen
Bilo koja supstanca ili zračenje koje može da izazove promene na embrionu dok je noseća ženka ili trudna žena izložena dejstvu određene supstance ili zračenju (npr olovo, talidomid, X-zračenje… )
Kancerogen ili karcinogen
Supstance koje uzrokuju rak ili maligni tumor (npr azbest, benzen, akrilonitril, PCB, PAH…). 

## Opšte informacije
U genetici, kao mutagena supstanca označava se svako fizičko, hemijsko ili biološko sredstvo ili agens koje menja genetski materijal, obično DNK, organizma i na taj način povećava učestalost mutacija iznad nivoa prirodnog nivoa.
Kako mnoge mutacije pored teratogenog efekta mogu izazvati rak, mnoge mutagene supstance se svrstavaju i u kancerogeni, mada to nije uvek nužno.
Sve mutagene supstance imaju karakteristične mutacijske osobine, a neke hemikalije postaju mutagene supstance tek nakon ulaska u ćelijske procese. Nisu sve mutacije uzrokovane mutagenima: takozvane "spontane mutacije" nastaju usled spontane hidrolize, grešaka u replikaciji, popravljanju i rekombinaciji DNK.

## Vrste mutagenih supstanci
Prema poreklu mutagene supstance se najčešće razvrstavaju u tri grupe na: hemijske supstance i fizičke i biološkiše agense.

### Fizicki mutageni agensi
U najzastupljenije mutagene agense spadaju:
Jonizujuće zračenje
Rendgen zračenje, gama zračenje i alfa čestica spadaju u najzastupljenije agense koji najuzrokuje peomene u strukturi DNK i druga oštećenja ćelijskih organa. Najčešći laboratorijski izvori jonizujućeg zračenja uključuju kobalt-60 i cezijum-137.
Ultraljubičasto zračenje
Ultraljubičasto zračenje sa talasnom dužinom većom od 260 nm nakon apsorpcij stvara pirimidinske dimere, koji mogu izazvati grešku u replikaciji DNK ako se one ne isprave.
Radioaktivni raspad
Nusprodukti koji nastaju u procesu raspada radioaktivnih materija, kao što je 14C, izazivaju promene u DNK koji propada i konvertuje se u azot.

### Hemijske mutagene supstance
Ogroman broj hemikalija, koje su u svakodnevnoj upotrebi širom sveta, ozbiljno ugrožava zdravlje čoveka i ostalih živih bića. Sam podatak da se u svakodnevnoj upotrebi nalazi oko 60.000 hemikalija i da se svake godine proizvede još 1.000 novih, govori dovoljno koliko je značaj ovih supstanci, os kojih većina njih može posedovati mutagena, teratogena ili kancerogena svojstva.

### Biološki mutageni agensi
Biološki agensi utiču na deo DNK koji se podvrgava relokaciji i/ili množenju autonomnih fragmenata. Njegovo ubacivanje u hromozomsku DNK narušava funkcionalne elemente gena.
Virusi
Virusna DNK može se ubaciti u genom i poremetiti genetsku funkciju. Smatra se da su infektivni uzročnici koji su uzrokovali rak otkriveni 1908. godine od strane Vilhelma Ellermanna i Olufa Bangalor, dok je 1911. godine Peiton Rous, otkrili virus Rous sarkoma. 
Bakterije
Neke bakterije poput Helikobactera pilori izazivaju upalu tokom koje se stvaraju oksidativne vrste, koje uzrokujući oštećenje DNK i smanjujući efikasnost sistema za ispravku DNK, povećavajući njihovu mutaciju.

## Spoljašnje veze
|  | Molimo Vas, obratite pažnju na važno upozorenje u vezi sa temama iz oblasti medicine (zdravlja). |